# William S. Paley

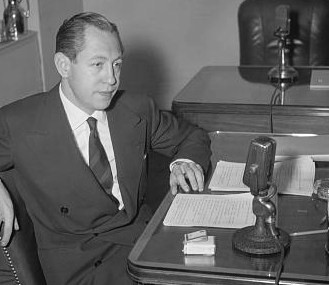
William S. Paley

William Samuel Paley (* 28. September 1901 in Chicago, Illinois; †  26. Oktober 1990 in New York City) war ein US-amerikanischer Journalist und Medienfunktionär.

## Leben
Sein Vater Samuel Paley, ein ukrainischer jüdischer Immigrant, besaß ein erfolgreiches Unternehmen der Zigarrenherstellung und zog mit seiner Familie in den frühen 1920er nach Philadelphia. Paley besuchte die Western Military Academy in Alton. Er studierte an der Wharton School der University of Pennsylvania Wirtschaftswissenschaften. 1927 erwarb sein Vater mit einigen Geschäftspartnern gemeinsam ein Radiosendernetzwerk in Philadelphia mit 16 Radiostationen, das Columbia Phonographic Broadcasting System (CBS). Unter der Leitung seines Sohnes William Paley gelang es der Familie Paley innerhalb eines Jahres, 1928, die unternehmerische Mehrheit an dem Radiosendernetzwerk zu erreichen. Die Anzahl der Radiosender wurde auf 114 gesteigert.
Nach dem Zweiten Weltkrieg expandierte CBS ab 1946 in die Fernsehunterhaltung und setzte auf Unterhaltung und Nachrichten (CBS News mit Nachrichtensendung 60 Minutes) in dem Fernsehsender. Unter seiner Befürwortung wurde Frank Stanton 1946 Präsident, dem 1959 James T. Aubrey, Jr. als Präsident folgte.
1976 gründete er das Paley Center for Media in Los Angeles und New York City. Er unterstützte die Bibliothek der Temple University, die den Namen seines Vaters erhielt. Als Philanthrop gab er zudem Gelder für das Museum of Modern Art in den 1930er Jahren. 1968 erwarb er zusammen mit einem Syndikat aus der Sammlung von Gertrude Stein sechs Werke von Pablo Picasso für das Museum of Modern Art und übernahm den Vorsitz des Museums, den er bis 1985 innehatte. Nach seinem Tod kamen mehr als 80 Werke seiner Kunstsammlung als Stiftung an das Museum. Darunter befanden sich Werke von Paul Cézanne, André Derain, Paul Gauguin, Henri Matisse und Picasso.
In erster Ehe war er mit Dorothy Hart Hearst von 1932 bis 1947 verheiratet. In zweiter Ehe heiratete er 1947 Barbara Cushing Mortimer (1915–1978), mit der er bis zu ihrem Tod verheiratet war. Aus seiner ersten Ehe hatte er zwei adoptierte Kinder und aus der zweiten Ehe zwei weitere Kinder.

## Preise und Auszeichnungen (Auswahl)
- Croix de guerre mit Palme, Frankreich, 1946
- Ehrenlegion, Frankreich
- Legion of Merit, 1946
- Peabody Award, 1958 and 1961
- Junior Achievement U.S. Business Hall of Fame, 1984